# 牛尾乡
牛尾乡，是中华人民共和国四川省自贡市贡井区曾经下辖的一个乡。2019年9月撤消，其所属行政区域划归莲花镇管辖。

## 行政区划
牛尾乡撤销前下辖以下地区：
牛尾河社区、骑龙村、新桥村、胜利村、桂花村、新民村、燕嘴村、石柱村和中嘴村。